# Буль (игра)

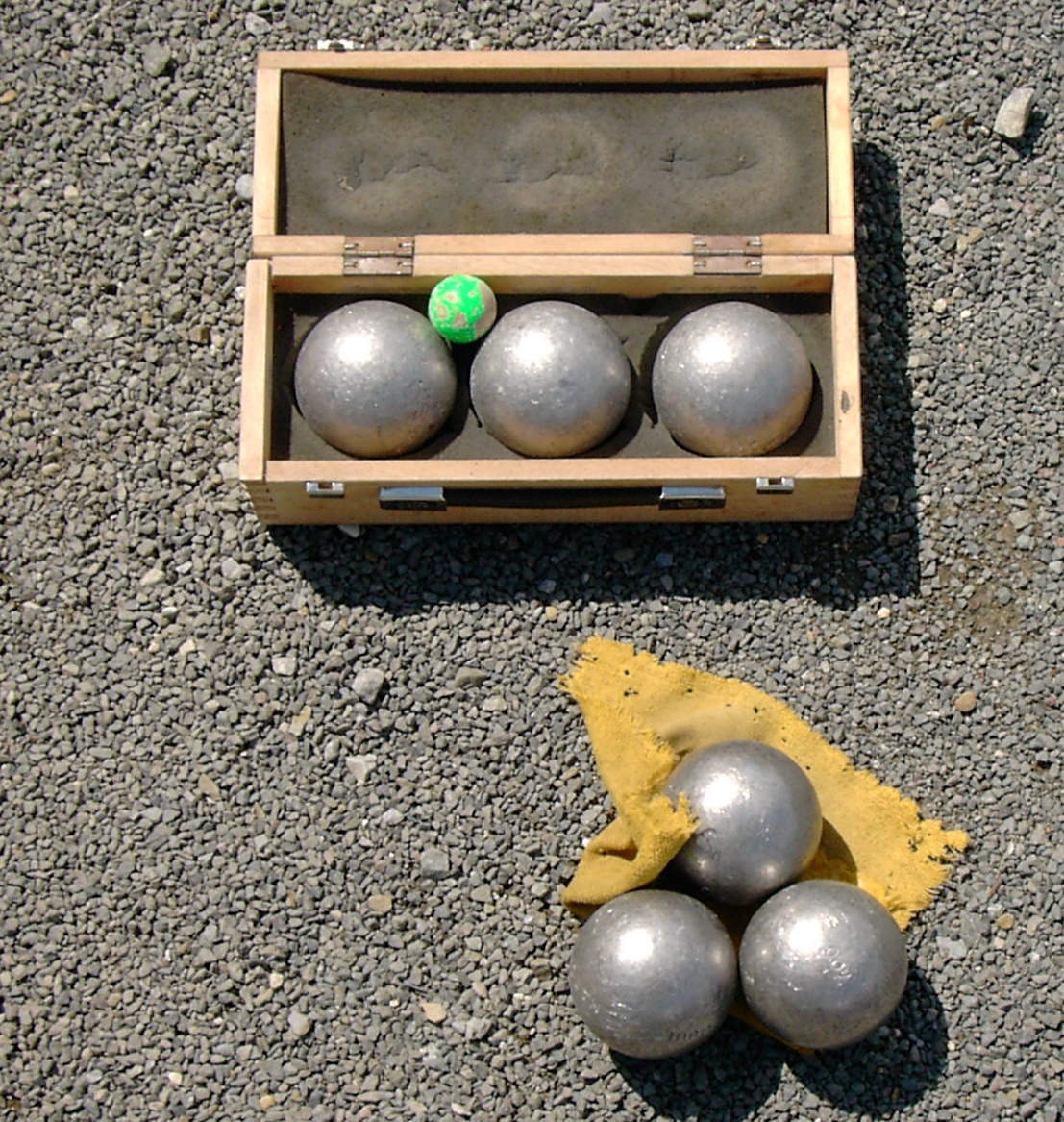
Шары для игры в петанк

Буль (французское произношение: [bul], англ. и фр. boules) или игра в шары (фр. jeu de boules) — собирательное название для широкого круга игр, похожих на боулинг и бочче, цель которых состоит в том, чтобы бросать или катить тяжёлые шары как можно ближе к маленькому целевому мячу, бюту. Само слово «буль» — французское заимствование, которое обычно относится к игре, получившей наибольшее распространение во Франции.
Буль (игры в шары), имея общее происхождение от древних игр, в которые играли в Римской империи, традиционны и популярны во многих европейских странах, а также в некоторых бывших французских колониях в Африке и Азии. В шары часто играют на открытых площадках в деревнях и городах, например, на площадях и в парках. Специализированные площадки для игр в шары обычно представляют собой большие ровные прямоугольные корты, сделанные из утрамбованной земли, гравия или щебня, окружённые деревянными перилами или задними бортами. Для победы, за некоторыми исключениями, команда должна набрать 15 очков.

## История

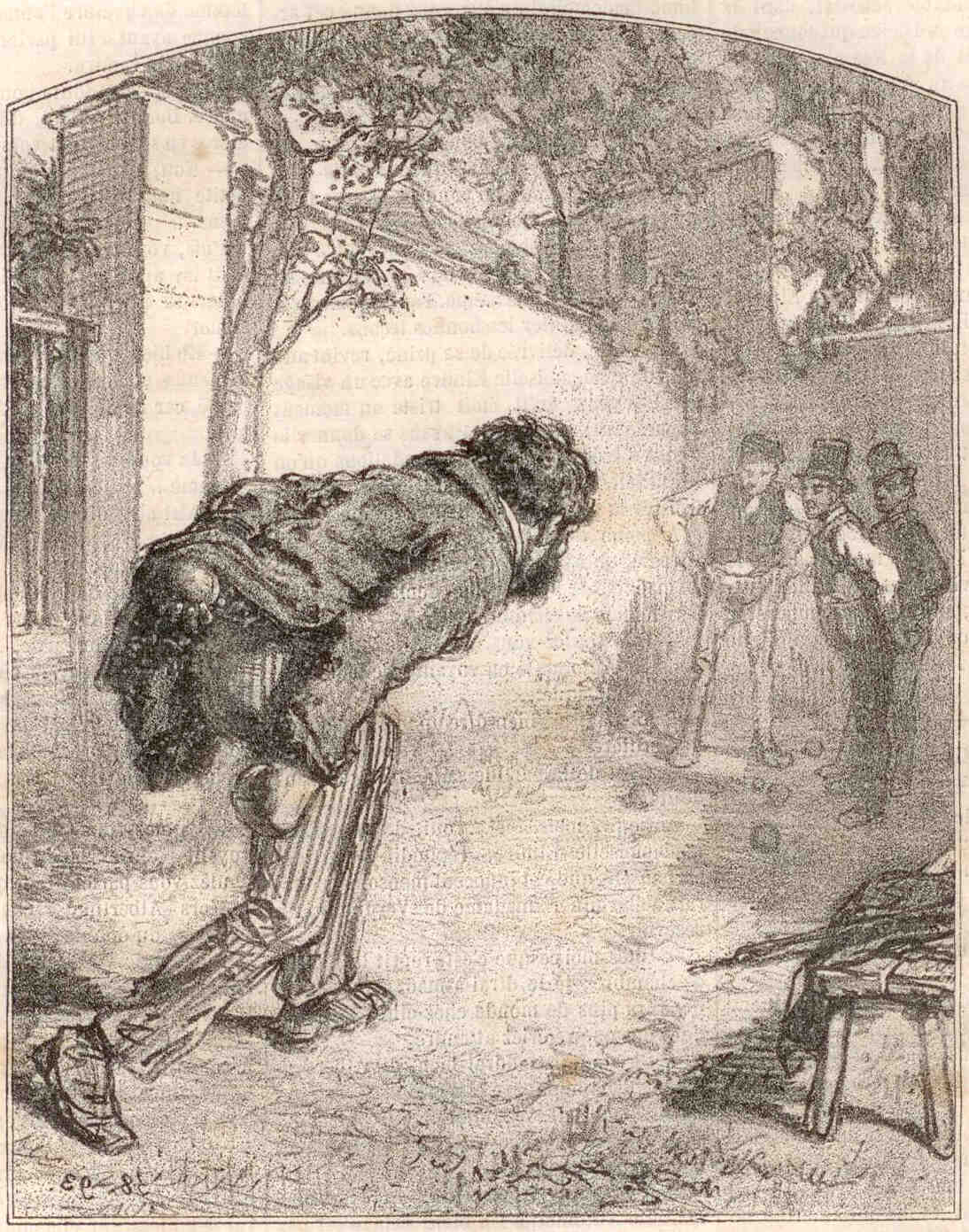
«Игроки в шары» (Поль Гаварни, 1858)

Известно, что ещё в VI веке до нашей эры древние греки играли в игру, подбрасывая монеты, затем плоские камни, а позже и каменные шары, называемые сферистикой, пытаясь заставить их лететь как можно дальше. Жители Древнего Рима, переняв игру и доработав правила греков, повсеместно играли в шары. У них она стала известна под называнием бочче (итал. bocce, итал. bottia). Древние римляне модифицировали игру, добавив цель, к которой нужно было подойти как можно ближе. Этот римский вариант был привезён в Прованс римскими солдатами и моряками. Существует римская гробница (сейчас находится в коллекции Кампана в Лувре), на которой изображены дети, играющие в эту игру.
После римлян каменные шары заменили деревянными. В средние века Эразм Роттердамский называл эту игру на латыни глобурум (globurum), но в итоге она стала широко известна как игра в шары (буль — «шар»), и в неё играли по всей Европе. Король Англии Генрих III запретил своим лучникам играть в эту игру — он хотел, чтобы они практиковали стрельбу из лука, а не играли в шары. В XIV веке уже французские короли Карл IV и Карл V запрещали простолюдинам играть в шары; запрет был снят только в XVII веке.
К XIX веку в Англии игра превратилась в боулз или «лаун-боулз». Во Франции было сразу несколько разновидностей игры в шары, в которые играли по всей стране. Французский художник Мейсонье нарисовал две картины, на которых изображены люди, играющие в шары, а Оноре де Бальзак описал матч в «Человеческой комедии».
На юге Франции игра превратилась в jeu Provençal (или boule lyonnaise), в которой игроки бросали свои шары или пробегали три шага, прежде чем бросить шар. Игра была чрезвычайно популярна во Франции во второй половине XIX века (первый официальный клуб был создан во Франции в 1854 году). В неё играли по всему Провансу, обычно на площадях в тени платанов, в том числе устраивая соревнования между командами с призами. Одно из таких соревнования по jeu Provençal в начале XX века описаны в мемуарах Марселя Паньоля. Со временем во Франции доминирующим видом игр в шары стал петанк, ответвление jeu Provençal, правила которого были кодифицированы в 1910 году в городе Ла-Сьота в Провансе.

## Типы
Игры в шары можно разделить на две категории в зависимости от типичной техники броска:
- игры, в которых шары перекатывают (например, бочче)
- игры, в которых шары бросают (например, петанк, спорт-буль)

Игры в шары также можно разделить на категории в зависимости от типичной техники броска:
- игры, где играющие могут бросать шар с разбега (например, буль-лионез, спорт-буль)
- игры, где играющие должны делать бросок не двигаясь (например, петанк)

В качестве альтернативы игры в шары можно разделить на категории в зависимости от структуры и материала шара:
- игры, в которых шары цельные и сделаны из дерева или древесноподобного пластика, композита или эпоксидной смолы, похожей на бильярдные шары (например, бочче)
- игры, в которых шары полые и сделаны из металла, обычно из стали или бронзы (например, петанк, бочче-воло)
- игры, в которых мячи набиты и сделаны из кожи или подобного мягкого материала (бочча, «мягкий петанк»)

или в зависимости от формы шара:
- игры со сферическими шарами (большинство игр в шары)
- игры, в которых мячи не имеют сферической формы, а асимметричны, чтобы шар двигался по изогнутой траектории (боулз)

Могут быть и другие варианты, например, способ запуска шара, размеры игровой площадки, считаются ли препятствия (такие как деревья) внутри поля или за его пределами, и является ли законным бросать шары так чтобы они рикошетили от ограждающих досок или препятствий.
- Шары обычно бросают снизу (как в софтболе), а не сверху (как в бейсболе). В играх, где мячи катают, подача обычно выполняется ладонью вверх, тогда как в играх, где шары бросают, подача обычно выполняется ладонью вниз. Подача ладонью вниз может придать брошенному шару обратное вращение, что помогает удержать его от скатывания с места, куда он был брошен.
- Бочче, подвижная игра, проводится на гладкой, подготовленной площадке с маркерами и боковыми досками; боковые борта являются признанной частью игры, и удары могут отражаться от боковых бортов. Напротив, в петанк, игру с метанием, можно играть практически на любой относительно плоской и неподготовленной открытой поверхности. Боковые доски не являются признанной частью игры, хотя линия вне игры (или «мёртвая линия буля») имеется.

Некоторые игры в шары (бочче, петанк) начинались как вариации более ранних игр, преднамеренно созданные и предназначенные для удовлетворения потребностей игроков с ограниченными физическими возможностями. 
Такие вариации порождают большое разнообразие игр в шары, в которые играют во всём мире.

## Игры
Существуют несколько разновидностей игр в шары, при этом одна и та же игра может быть известна под разными названиями на разных языках и в разных местах, или одно и то же название может использоваться для разных местных вариантов игры.
В категорию игр в шары входят:
- Бочче — спортивная игра на точность с перекатыванием шаров из дерева (традиционно), или других материалов, и техникой броска с разбега.
- Спорт-буль («лионские шары») — игра с метанием металлических шаров и довольно сложным разбегом.
- Бочча — паралимпийский вид спорта, форма бочче, адаптированная для игроков в инвалидных колясках, которая является частью летних Паралимпийских игр с 1984 года.
- Креольские шары[исп.] (исп. bolas criollas) — игра, похожая на бочче, в которую играют в Венесуэле.
- Игра в боулз или «лаун-боулз» — британская игра, похожая на бочче.
- Жё провансаль[фр.] или буль-лионез — игра, похожая на спорт-буль.
- Петанк — провансальский национальный вид спорта, метательная игра с использованием металлических шаров, но без разбега. Ноги игроков должны твёрдо стоять на земле.
- Раффа[итал.] или «пунто, раффа, воло» (обратите внимание, что это одно название, состоящее из трёх слов, разделенных запятыми) — тип бочче, регулируемый итальянской Confederazione Boccistica Internazionale (CBI).

## Международные организации
21 декабря 1985 года в Монако тремя международными организациями игр в шары была создана Всемирная конфедерация спортивных игр в шары (CMSB) с целью лоббировать в Олимпийском комитете, чтобы игры в шары стали частью летних Олимпийских игр. На сегодняшний день её усилия не увенчались успехом. Однако бочча стала частью летних Паралимпийских игр с 1984 года.
Организации, объединившиеся для создания CMSB:
- Международная конфедерация боччистов (Confederazione Boccistica Internazionale, CBI; бочче, раффа)[10]
- Международная федерация спорт-буля[англ.] (Fédération Internationale de Boules, FIB; спорт-буль)[11]
- Международная федерация петанка и провансальской игры[фр.] (FIPJP; петанк)[12]